# 謝潑德群島

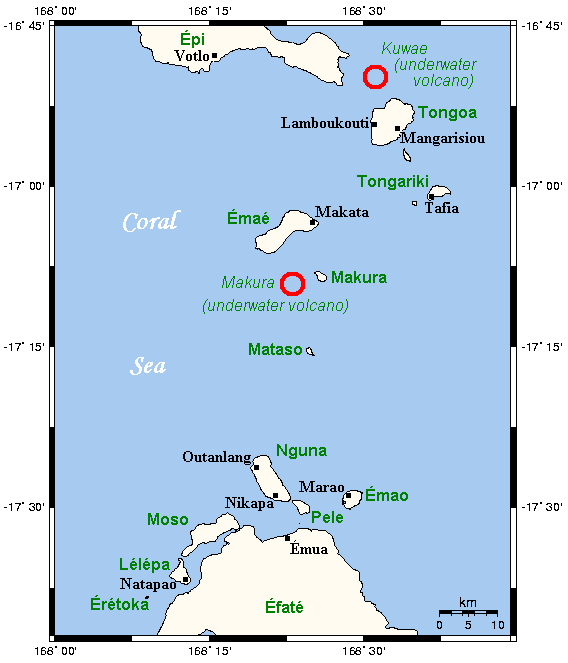

謝潑德群島（英文：Shepherd Islands）是太平洋島國瓦努阿圖的群島，位於珊瑚海，由8個島嶼組成，面積88平方公里，南北端相距50公里，最高點海拔高度644米，行政方面由謝法省負責管轄，2009年人口3,634。